# Universitat de Parma
La Universitat de Parma (en italià Università degli Studi da Parma) és una de les universitats més antigues d'Itàlia.

## Història
La Universitat de Parma va ser fundada per un decret imperial de l'any 962, conferit per l'emperador Otó I a Uberto, bisbe de Parma (actualment guardat en els arxius del bisbe). Va ser tancada el 1332 pel papa Joan XXII i seria oberta i tancada en diverses ocasions al llarg dels segles. En els seus inicis s'oferien estudis de les arts lliberals i al segle xiii va incorporar estudis de dret i medicina.
El 1502 es va realitzar una refundació i a partir de 1545 va estar sota el patrocini de la Casa ducal dels Farnese. El duc Ranuccio I de Farnese va dotar aquesta universitat de prestigi entre els nobles de l'època, però entre 1731 i 1748 la universitat va entrar en un nou declivi. Sota la supervisió del duc Ferran I de Borbó, el 1762, es va fundar una gran "Universitat de l'Estat" amb nous materials i nous estudis. A partir d'aquest moment va experimentar un ràpid creixement i es va establir a Parma un observatori astronòmic, un jardí botànic i diversos laboratoris d'anatomia, química i física experimental. La universitat va ser tancada als estudiants estrangers en 1831 i va entrar en nou declivi. Va ser restablerta en 1854 pel regenti de la duquessa María Luisa i el 1859 es va produir una renovació de la mateixa.

## Organització
La universitat està organitzada en 18 departaments amb dotze facultats:
- Facultat d'Agricultura
- Facultat d'Arquitectura
- Facultat d'Art i Filosofia
- Facultat d'Economia
- Facultat d'Enginyeria
- Facultat de Dret
- Facultat de Matemàtiques, Física i Ciències Naturals.
- Facultat de Medicina i Infermeria
- Facultat de Farmàcia
- Facultat de Ciències Polítiques
- Facultat de Psicologia
- Facultat de Veterinària

## Rectors
- 1945-1950: Teodosio Marchi
- 1950-1956: Giorgio Canó
- 1956-1957: Michele Bufano
- 1957-1968: Gian Carlo Venturini
- 1968-1972: Carlo Bianchi
- 1972-1973: Aldo Cessari
- 1973-1975: Bonaventura Rescigno
- 1975-1983: Everardo Zanella
- 1983-1989: Giuseppe Pelosio
- 1989-2000: Nicola Occhiocupo
- 2000-2013: Gino Ferretti
- 2013: Loris Borghi

## Professors i alumnes notables
- Francesco Accarigi, professor de dret civil.
- Flavio Delbono, polític i economista.
- Macedoni Melloni, físic.
- Bernardino Ramazzini, professor de Medicina.

### Llicenciats honoraris
| Nom                              | Matèria                                       | Any  |
| -------------------------------- | --------------------------------------------- | ---- |
| Attilio Bertolucci               | Literatura                                    | 1984 |
| Egidio Viganò                    | Pedagogia                                     | 1988 |
| Ganapati Parashuram Patil        | Ciències biològiques                          | 1988 |
| Herbert A. Hauptman              | Química                                       | 1989 |
| Agostino Casaroli                | Jurisprudència                                | 1990 |
| Donnal Thomas                    | Medicina i cirurgia                           | 1992 |
| Pierre Carniti                   | Economia i Comerç                             | 1992 |
| Calisto Tanzi                    | Economia i Comerç                             | 1992 |
| Patricio A. Azocar               | Jurisprudència                                | 1994 |
| Paolo Maria Fasella              | Veterinària                                   | 1995 |
| Luciano Pavarotti                | Veterinària                                   | 1995 |
| Lauro Ferrarini                  | Veterinària                                   | 1996 |
| Franco Arquati                   | Economia                                      | 1997 |
| Lewis I. Braverman               | Medicina i cirurgia                           | 1997 |
| Franco Bernabè                   | Ciències ambientals                           | 1997 |
| Jaques van Compernolle           | Jurisprudència                                | 1998 |
| Alexandre V. Bobylev             | Matemàtiques                                  | 1998 |
| George I. Andrews                | Física                                        | 1998 |
| Louis Malassis                   | Agrària                                       | 1998 |
| Jean Testa                       | Química i Tecnologia Farmacèutica             | 1999 |
| Nikolaos Peppas                  | Farmàcia                                      | 1999 |
| Klaus Joachim Reutter            | Ciències Geològiques                          | 2000 |
| Licinio Ferretti                 | Ciències Geològiques                          | 2000 |
| Maria New                        | Medicina i cirurgia                           | 2000 |
| Jacques Li Goff                  | Lletres                                       | 2000 |
| Marta Montanini                  | Psicologia                                    | 2003 |
| Marco Brunelli                   | Màrqueting                                    | 2004 |
| Marco Rosi                       | Màrqueting                                    | 2004 |
| Biagio Agnes                     | Medicina i cirurgia                           | 2004 |
| Alain Mérieux                    | Medicina i cirurgia                           | 2004 |
| Camillo Catelli                  | Enginyeria Mecànica                           | 2004 |
| Andrea Pontremoli                | Enginyeria Informàtica                        | 2004 |
| Fabio Salviato                   | Economia Política                             | 2004 |
| Gino Trombi                      | Economia i Finances                           | 2004 |
| Renato Casappa                   | Enginyeria Mecànica                           | 2005 |
| Augusto Rizzi                    | Enginyeria Civil                              | 2005 |
| Alexander McCall Smith           | Jurisprudència                                | 2005 |
| Irma Adelman                     | Economia Política                             | 2005 |
| Fabrizio Barca                   | Economia Política                             | 2005 |
| Donald J. Abraham                | Química i Tecnologia Farmacèutica             | 2005 |
| Gerd Huber                       | Medicina i cirurgia                           | 2005 |
| Luigi Lucca Cavalli-Sforza       | Ecologia                                      | 2006 |
| David Nicolaas Reinhoudt         | Química                                       | 2007 |
| Aldo Brachetti Peretti           | Enginyeria de gestió                          | 2009 |
| Gualtiero Marchesi               | Ciències gastronòmiques                       | 2012 |
| Óscar Andrés Rodríguez Maradiaga | Desenvolupament internacional                 | 2013 |
| Luciano Onder                    | Medicina i cirurgia                           | 2014 |
| Bernardo Bertolucci              | Història i crítica de l'art i de l'espectacle | 2014 |
| Vittorio Adorni                  | Ciències i tècniques del motor                | 2015 |
| Giovanni Ferrero                 | Ciència i tecnologia alimentària              | 2015 |